# Гватемальско-уругвайские отношения
Гватемальско-уругвайские отношения — двусторонние дипломатические отношения между Гватемалой и Уругваем. Государства являются членами Организации иберо-американских государств, Сообщества стран Латинской Америки и Карибского бассейна, «Группы 77», Организации американских государств и Организации Объединённых Наций.

## История
Государства имеют общую историю, так как ранее были частью Испанской империи. Во время колониального периода Гватемала управлялась из вице-королевства Новая Испания в Мехико, в то время как Уругвай был частью вице-королевства Рио-де-ла-Плата и управлялся из Буэнос-Айреса. В 1828 году Уругвай получил независимость после окончания Сисплатинской войны. В 1841 году Гватемала получила независимость после распада Соединённых провинций Центральной Америки. В марте 1907 года государства установили дипломатические отношения.
Двусторонние отношения между странами развивались преимущественно на многосторонних форумах. В ноябре 2006 года вице-президент Гватемалы Эдуардо Стейн принял участие в Иберо-американском саммите в Монтевидео. В ноябре 2018 года вице-президент Уругвая Люсия Тополански посетила Антигуа-Гуатемала, для участия в Иберо-американском саммите.
Президент Гватемалы Бернардо Аревало родился 7 октября 1958 года в Монтевидео в семье Хуана Хосе Аревало, бывшего президента Гватемалы (1945—1951), и его второй жены Маргариты де Леон. На момент рождения его отец находился в политической ссылке в Южной Америке после государственного переворота в Гватемале в 1954 году.

## Двусторонние соглашения
Между государствами подписано несколько соглашений, таких как: Соглашение о научно-техническом сотрудничестве (1987 год); Культурное соглашение (1987 год); Соглашение об экономическом и торговом сотрудничестве (1987 год); Меморандум о взаимопонимании по политическим консультациям (2007 год); Соглашение об обмене информацией относительно разработки и реализации политики в отношении наркотиков (2013 год); Соглашение об академическом сотрудничестве (2013 год) и Соглашение о торговле и инвестициях (2019 год).

## Дипломатические представительства
- У Гватемалы есть посольство в Монтевидео[6].
- Уругвай имеет посольство в Гватемале[7].